# Atanazy (Kahali)
Atanazy (imię świeckie Johannes Kahali, ur. 1938 w regionie Wollo) – duchowny Etiopskiego Kościoła Ortodoksyjnego, od 1992 arcybiskup Desje.

## Życiorys
Sakrę otrzymał 24 listopada 1984 jako arcybiskup Jerozolimy. W 1992 został mianowany arcybiskupem Desje.